# Флаг сельского поселения Ярополецкое
Флаг муниципального образования сельское поселение Ярополецкое Волоколамского муниципального района Московской области Российской Федерации — опознавательно-правовой знак, служащий официальным символом муниципального образования.
Флаг утверждён 27 сентября 2006 года и внесён в Государственный геральдический регистр Российской Федерации с присвоением регистрационного номера 2607.

## Описание
«Флаг сельского поселения Ярополецкое представляет собой прямоугольное жёлтое полотнище (с соотношением ширины к длине 2:3), несущее в середине фигуры из герба поселения выполненные голубыми (синими), белыми, серыми, жёлтыми и оранжевыми красками: орла с распростёртыми крыльями, держащего в правой лапе свиток, а левой лапой прижимающего к груди звезду о шести лучах».

## Обоснование символики
Флаг сельского поселения Ярополецкое разработан на основе герба сельского поселения.
Ярополец впервые упоминается в летописи в 1135 году. На правом берегу реки Лама в те годы был создан укреплённый пункт князя Ярополка Владимировича — сына Владимира Мономаха. Вероятно, название села произошло от имени Ярополк. Село долго принадлежало Иосифо-Волоцкому монастырю. Затем его выкупил царь Иван Грозный и Ярополец стал царским селом, любимым местом охоты царей. Отсюда возможна вторая версия названия села — «Ярое поле», то есть поле на котором проходили ярые схватки.
Богатая история села Ярополец связана со многими известными людьми Российского государства.
В 1684 году село Ярополец вместе с окружающими деревнями было пожаловано царицей Софьей украинскому гетману Петру Дорофеевечу Дорошенко (1627—1698 гг.). Дорошенко прожил в Яропольце последние 14 лет, здесь же и похоронен.
После смерти Дорошенко село перешло к его сыновьям. Старший сын Александр Петрович взял юго-западную часть вотчины, а младший Пётр Петрович, получил северо-восточную часть села.
В 1717 году Пётр Дорошенко продал свою часть села графу Григорию Чернышёву.
В молодости Григорий Чернышёв (настоящая фамилия — Чернецкий, из поляков) был денщиком царя Петра I, служил добросовестно и стал графом, сменив фамилию. У него был сын Захар Григорьевич (1722—1784 гг.), генерал-фельдмаршал, известный полководец, бравший Берлин в 1760 году. При Екатерине II З. Г. Чернышёв был последовательно вице-президентом военной коллегии, генерал-губернатором Белоруссии (1772—1782 гг.), президентом военной коллегии и градоначальником Москвы (1782—1784 гг.).
В Яропольце граф З. Г. Чернышёв заложил загородную резиденцию «Русский Версаль». Архитектурный ансамбль, в создании которого принимали участие видные зодчие XVIII века М. Ф. Казаков, В. И. Баженов и их ученики, включает дворец, службы и конный двор, въездные ворота с оградой, двух купольную церковь, регулярный террасный парк с обелиском (в память о посещении усадьбы императрицей Екатериной II в 1775 году).
Единственная дочь Александра Петровича Дорошенко Екатерина вышла замуж за Александра Артемьевича Загряжского. У его сына, известного дипломата Ивана Александровича была дочь — Наталья. В 1807 году Наталья Ивановна вышла замуж за Николая Афанасьевича Гончарова, имевшего полотняные заводы под Калугой. С 1823 года Наталья Ивановна постоянно жила в Яропольце в родовом имении Загряжских. Среди детей Гончаровых была и красавица дочь по имени, как и мать, Наталья — будущая жена А. С. Пушкина.
После того как Наталья Николаевна Гончарова стала женой великого русского поэта Александра Сергеевича Пушкина, поэт в 1833 и 1834 годах посещал усадьбу Гончаровых.
Несмотря на богатую различными событиями историю Яропольца именно судьбоносная связь А. С. Пушкина с Н. И. Гончаровой положена в основу герба и флага сельского поселения.
В гербе и на флаге использованы мотивы родовых гербов Пушкиных и Гончаровых:
— щит разделён горизонтально на две части. …В нижней части … в правом голубом поле изображена в серебряных латах правая рука с мечом вверх поднятым; в левом золотом поле голубой Орёл с распростёртыми крыльями, имеющий в когтях меч и державу голубого же цвета
— щит разделён горизонтально на две части, из коих в верхней в голубом поле изображена серебряная Звезда шестиугольная….
Герб и флаг сельского поселения Ярополецкое языком аллегорий (прижатая к груди орла серебряная звезда) показывают страстную любовь поэта к своей жене.
Орёл является символом власти, господства, великодушия и прозорливости и храбрости.
Свиток — символ просвещения и литературы.
Звезда символизирует вечность, целеустремлённость.
Голубой цвет (лазурь) символизирует честь, преданность, истину, добродетель.
Жёлтый цвет (золото) — символ славы, высшей ценности, величия, богатства.
Белый цвет (серебро) — символ чистоты, совершенства, мудрости, благородства, мира.